# Catedral Basílica de Nossa Senhora dos Milagres (Caacupé)
 A Basílica da Catedral de Nossa Senhora dos Milagres  ( em castelhano:  Catedral Basílica Nuestra Señora de los Milagros ) Também Catedral de Caacupé É um edifício religioso que funciona como a Catedral Católica da cidade de Caacupé, uma cidade no país sul-americano do Paraguai.
É a sede da diocese de Caacupé ( Dioecesis Caacupensis ) que foi criada como prelatura territorial em 1960 e foi promovida a seu status atual em 1967 através da bula "Rerum catholicarum" do Papa Paulo VI.
O Santuário da Virgem de Caacupé é uma basílica católica no Paraguai que foi inaugurada em 8 de dezembro de 1765 e se tornou um local de peregrinação para muitos crentes locais. O nome Caacupé deriva da palavra guarani «ka'a Kupe», que significa "por trás da floresta". Caacupé é considerada a capital espiritual do Paraguai porque abriga o maior santuário do país.

O templo, além de seu status de catedral, é considerado pelo santuário nacional católico  e pela basílica menor. Está sob a responsabilidade pastoral do Bispo Ricardo Jorge Valenzuela Ríos. A igreja foi visitada por dois papas diferentes, João Paulo II em maio de 1988 e Papa Francisco em julho de 2015. 